# Itame philadelphiaria
Itame philadelphiaria là một loài bướm đêm trong họ Geometridae.